# Melanostoma sulphuripes
Melanostoma sulphuripes är en tvåvingeart som beskrevs av Hull 1964. Melanostoma sulphuripes ingår i släktet gräsblomflugor, och familjen blomflugor. Inga underarter finns listade i Catalogue of Life.